# Topolino violinista
Topolino violinista (Fiddling Around, meglio conosciuto come Just Mickey, titolo di una riedizione), è il diciassettesimo film di Topolino, il secondo del 1930. Uscì il 14 marzo 1930.

## Trama
Topolino appare in un palcoscenico per esibirsi in un concerto solista di violino.
All'inizio suscita le risate del pubblico perché inciampa, ma poi si rivelerà un eccellente suonatore, anche se si ritroverà con il violino distrutto.